# Antão Gonçalves (século XVI)
Antão Gonçalves foi um navegador português do século XVI, sendo um dos primeiros europeus a descobrir a Ilha de Madagáscar.

## Biografia
Cavaleiro da Casa de El-Rei D. Manuel I de Portugal, 2.º Alcaide Mor do Castelo de Sesimbra, na Freguesia do Castelo, em Sesimbra, da Ordem de Santiago, na sua família (que deve ter recebido em dote), o qual foi à Índia, em 1505, por Capitão da nau São Cristóvão, e ao regressar ao Reino, com Fernão Soares, descobriu, a 1 de Fevereiro de 1506, a Ilha de Madagáscar, que chamavam de São Lourenço. Foram os primeiros navegantes que contornaram a ilha pelo lado de fora, demorando-se aí 17 dias e, a atestar a sua passagem, ficou a um cabo o nome de Antão Gil (modificação de Glz, forma abreviada de Gonçalves, como então se escrevia).
Em 1513 ainda Antão Gonçalves vivia e era casado com Mécia Mendes, filha de Lopo Mendes do Rio. De ambos foi filho Francisco Gonçalves.